# John Strandrud
John Strandrud (født 23. oktober 1901, død 18. januar 1982 på Snarøya) var en norsk pilot og luftfartspionér.
I 1932 fløj Strandrud et brugt Junkers F13-fly i Narvik og i Finnmark for selskabet Nord-Norges Aero A/S stiftet af flypioneren Gidsken Jakobsen.
Strandrud var en af piloterne som etablerede Widerøes flyveselskap i 1934 sammen med grundlæggeren, Viggo Widerøe, hans bror, Arild,  Helge Skappel, Halvor Bjørnebye og Leiv Brun. Han var pilot i Widerøe til 1937. Han blev da beskæftiget i Det Norske Luftfartsselskap (DNL) som andenpilot på Junkers Ju 52 1. juni 1937, men allerede 1. august blev han kaptajn. Han fløj også natpostruden til Göteborg og København. Under anden verdenskrig kom han i 1941, efter en rejse som varede over 3 måneder, til Toronto, hvor han var var instruktør i Little Norway i kort tid. Han blev så sendt til RAF-basen RAF Leuchars i Skotland og tilknyttet Stockholmsruten, fra årsskiftet 1943/44 som chefpilot. Han blev i 1944 tildelt Order of the British Empire for sin indsats på Stockholmsruten.[kilde mangler]
Strandrud blev igen beskæftiget i DNL da det begyndte med flyvninger efter krigen. Han fløj Short Sandringham i den flyvende hurtigrute mellem Fornebu og Tromsø. Han var kaptajn ved Bukken Bruse-ulykken hvor flyet Bukken Bruse forulykkede på ruten under landing i dårligt vejr i Hommelvik ved Trondheim i 1948 med 19 omkomne til følge.
Senere blev Strandrud luftfartsinspektør i SAS. Som luftfartinspektør havde han blandt andet ansvar for indenrigstrafikken i Norge.
John Strandrud blev i 1963 tildelt Kongens fortjenstmedalje i guld for sin indsats for flyvning i Norge. John Strandruds vei i Fornebu i Bærum kommune vest for Oslo centrum blev i 2008 opkaldt efter John Strandrud.